# Senatswahl in Haiti 2009
Die Senatswahl in Haiti 2009 hätte verfassungsgemäß im Frühjahr 2008 stattfinden sollen. Sie wurde in das Jahr 2009 verschoben. Zu wählen war ein Drittel (10) der im Jahr 2006 gewählten Senatoren: Hinzu kam die Nachwahl zweier ausgeschiedener Mitglieder des Senats.
Der erste Wahlgang fand am 19. April 2009 statt. Ihm folgte der zweite Wahlgang am 21. Juni 2009.

## Hintergrund
Gemäß der Verfassung Haitis aus dem Jahr 1987 waren für den 30-köpfigen Senat alle zwei Jahre ein Drittel seiner Mitglieder für eine Amtszeit von sechs Jahren zu wählen. Da nach einem Umsturz im Jahr 2004 und folgenden ungeordneten politischen Verhältnissen im Jahr 2006 der gesamte Senat neu gewählt worden war (Wahlen in Haiti 2006). bestanden für die Senatoren außerordentliche Amtszeiten von zwei, vier und sechs Jahren, um wieder in den regelmäßigen Turnus zu kommen.
Zu den zehn nach Ablauf der zweijährigen Amtszeit neu zu wählenden Sitzen im Senat kamen zwei Nachwahlen: Senator Rudolph Boulos hatte sein Mandat verloren, da seine amerikanische Staatsangehörigkeit bekannt geworden war; Senator Emmanuel Limage war bei einem Verkehrsunfall ums Leben gekommen.
Seit Mai 2006 war René Préval Präsident der Republik Haiti und seine Partei LESPWA war stärkste Kraft in beiden Kammern des Parlaments. Seit Mitte 2004 war die bewaffnete Stabilisierungsmission MINUSTAH der Vereinten Nationen zur Wahrung der öffentlichen Ordnung und Begleitung der politischen Mechanismen auf Beschluss des UN-Sicherheitsrats im Land. Sie setzte bei der Wahl Kräfte in sensiblen Gebieten des Landes ein. Da die Partei Fanmi Lavalas des Ex-Präsidenten Jean-Bertrand Aristide auf Betreiben Präsident Prévals nicht zu der Wahl zugelassen war, rechnete die MINUSTAH mit einer geringen Wahlbeteiligung. Die Lavalas-Partei startete eine «Operation geschlossene Tür» und rief ihre Anhänger dazu auf, die Wahl zu boykottieren.
Das Entwicklungsprogramm der Vereinten Nationen (UNDP) war Verwalter eines für die Senatswahl 2009 errichteten Sonderfonds. Das Budget des Fonds betrug 12,5 Millionen US-Dollar und wurde von der Europäischen Union (4,3 Mio. US-Dollar), Kanada (3,2 Mio. US-Dollar), USAID (3,0 Mio. US-Dollar), Brasilien (0,5 Mio. US-Dollar) und dem Restbetrag aus dem Fond der Wahlen 2005–2007 (1,5 Mio. US-Dollar) finanziert.

## Wahlbeteiligung
Die Wahlbeteiligung lag bei nur 11,8 Prozent. Von 3.715.176 Wahlberechtigten in neun Départements wurden 438.624 Stimmen abgegeben. Die Wahl, die in allen zehn  Départements Haitis hätte stattfinden sollen, wurde im Département Centre aus Gründen der öffentlichen Sicherheit abgesagt.
Rund 425.845 Wähler nahmen an der zweiten Runde der Senatswahlen 2009 teil.

## Ergebnis
Die LESPWA (deutsch: Hoffnung), Plattform von Präsident Préval, gewann mit fünf gewählten Kandidaten die meisten Sitze. Sie lag in den Departements Ouest, Sud-Est, Nord, Nord-Est und Grand-Anse vorn.
Die übrigen Sitze teilten sich die Kandidaten der Parteien Union des Citoyens Haïtiens pour la Démocratie le Développement et l'Education (UCADDE), Ayiti an Aksyon (AAA), Organisation du peuple en lutte (OPL), KONBA, FUSION und ein Unabhängiger.